# لو هيس
لو هيس (بالألمانية: Lo Hesse)‏ هي راقصة ألمانية، ولدت في 6 أغسطس 1889، وتوفيت في 1983.